# نووت سن خوان (کالیفرنیا)
نووت سن خوان (به انگلیسی: North San Juan) یک منطقهٔ مسکونی در ایالات متحده آمریکا است که در شهرستان نوادا، کالیفرنیا واقع شده‌است. نووت سن خوان ۶٫۲۷۲ کیلومتر مربع مساحت و ۲۶۹ نفر جمعیت دارد و ۶۶۲٫۰۳ متر بالاتر از سطح دریا واقع شده‌است.